# Saint-Pellerin (Manche)
Saint-Pellerin ist eine Ortschaft im Département Manche in Frankreich. Die bisher eigenständige Gemeinde wurde mit Wirkung vom 1. Januar 2017 mit Brévands, Carentan-les-Marais und Les Veys zur Commune nouvelle Carentan-les-Marais zusammengeschlossen.
Nachbarorte von Saint-Pellerin sind Catz im Norden, Les Veys im Osten, Montmartin-en-Graignes im Süden und Saint-Hilaire-Petitville im Westen.

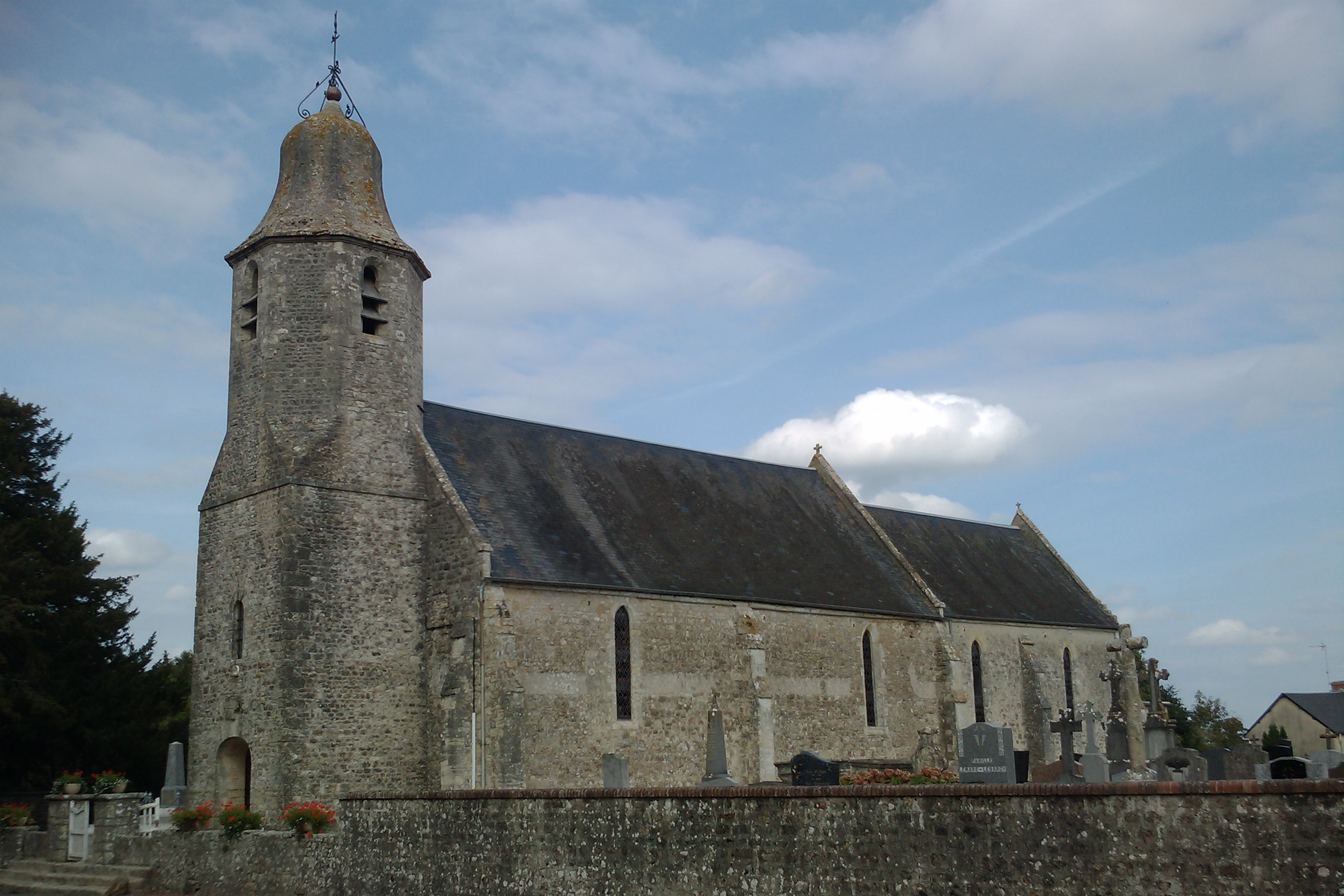
Kirche Saint-Pellerin

## Bevölkerungsentwicklung
| Jahr      | 1962 | 1968 | 1975 | 1982 | 1990 | 1999 | 2008 | 2015 |
| --------- | ---- | ---- | ---- | ---- | ---- | ---- | ---- | ---- |
| Einwohner | 301  | 304  | 310  | 358  | 349  | 314  | 357  | 387  |